# Батутінка
Батутінка - річка в Росії,  що протікає в Холмському районі Новгородської області. Гирло річки знаходиться біля села Поріччя Морхівського сільського поселення в 11 км на правому березі річки Малий Тудер. Довжина річки складає 28 км. Площа водозбірного басейну -  км². Біля витоків річки розташоване село Дол Находського сільського поселення, а приблизно за 2 км від гирла село Батутіно Морхівського сільського поселення .
- У 6 км від гирла, лівим берегом річки впадає річка Морохівка .

Система водного об'єкта: Малий Тудер → Кунья → Лувати → Волхов → Нева → Балтійське море .

## Дані водного реєстру
За даними державного водного реєстру Росії відноситься до Балтійського басейнового округу, водогосподарська ділянка річки - Лувати і Пола, річковий підбасейн річки - Волхов. Належить до річкового басейну річки Нева (включаючи басейни річок Онезького та Ладозького озера). За даними геоінформаційної системи водогосподарського районування території РФ, підготовленої Федеральним агентством водних ресурсів , код водного об'єкта в державному водному реєстрі - 01040200312102000023537.